# Équipe de Libye masculine de basket-ball
Cet article traite de l'équipe masculine. Pour l'équipe féminine, voir Équipe de Libye féminine de basket-ball.
Maillots
L'équipe de Libye masculine de basket-ball est l'équipe nationale qui représente la Libye dans les compétitions internationales masculine de basket-ball. Elle est placée sous l'égide de la Fédération libyenne de basket-ball (LBF). L'équipe est affiliée à la FIBA depuis 1961.
La Libye a participé à de nombreuses compétitions internationales, notamment aux Jeux de la Solidarité islamique de 2005 et aux Jeux panarabes de 2007. L'équipe nationale libyenne a participé au Championnat d'Afrique de la FIBA à quatre reprises, en 1965, 1970, 1978 et 2009, où elle s'est classée respectivement 5e, 5e, 10e et 11e. elle termine 5e au Championnat d'Afrique de basket-ball à deux reprises. Le pays a accueilli l'AfroBasket 2009, où elle a terminé 11e, devant le Maroc et le Mozambique, grands favoris.

## Résultats

### Palmarès
| Compétitions mondiales                             | Compétitions continentales |
| -------------------------------------------------- | -------------------------- |
| - Jeux olympiques - Néant - Coupe du monde - Néant | - AfroBasket - Néant       |

### Parcours en compétitions internationales

#### Jeux olympiques
| Année | Position           |      | Année         | Position     |               | Année | Position |
| 1936  | Équipe inexistante | 1976 | Non qualifiée | 2008         | Non qualifiée |       |          |
| 1948  | Équipe inexistante | 1980 | Non qualifiée | 2012         | Non qualifiée |       |          |
| 1952  | Équipe inexistante | 1984 | Non qualifiée | 2016         | Non qualifiée |       |          |
| 1956  | Équipe inexistante | 1988 | Non qualifiée | 2020         | Non qualifiée |       |          |
| 1960  | Équipe inexistante | 1992 | Non qualifiée | 2024         | Non qualifiée |       |          |
| 1964  | Non qualifiée      | 1996 | Non qualifiée | 2028         | -             |       |          |
| 1968  | Non qualifiée      | 2000 | Non qualifiée | 2032         | -             |       |          |
| 1972  | Non qualifiée      | 2004 | Non qualifiée | Pays inconnu | -             |       |          |

#### Coupe du Monde
| Année | Position           |      | Année         | Position |               | Année | Position |
| 1950  | Équipe inexistante | 1978 | Non qualifiée | 2006     | Non qualifiée |       |          |
| 1954  | Équipe inexistante | 1982 | Non qualifiée | 2010     | Non qualifiée |       |          |
| 1959  | Équipe inexistante | 1986 | Non qualifiée | 2014     | Non qualifiée |       |          |
| 1963  | Non qualifiée      | 1990 | Non qualifiée | 2019     | Non qualifiée |       |          |
| 1967  | Non qualifiée      | 1994 | Non qualifiée | 2023     | Non qualifiée |       |          |
| 1970  | Non qualifiée      | 1998 | Non qualifiée | 2027     | -             |       |          |
| 1974  | Non qualifiée      | 2002 | Non qualifiée | 2031     | -             |       |          |

#### AfroBasket
| Année | Position      |      | Année         | Position     |               | Année | Position |
| 1962  | Non qualifiée | 1983 | Non qualifiée | 2005         | Non qualifiée |       |          |
| 1964  | Non qualifiée | 1985 | Non qualifiée | 2007         | Non qualifiée |       |          |
| 1965  | 5e            | 1987 | Non qualifiée | 2009         | 11e           |       |          |
| 1968  | Non qualifiée | 1989 | Non qualifiée | 2011         | Non qualifiée |       |          |
| 1970  | 5e            | 1992 | Non qualifiée | 2013         | Non qualifiée |       |          |
| 1972  | Non qualifiée | 1993 | Non qualifiée | 2015         | Non qualifiée |       |          |
| 1974  | Non qualifiée | 1995 | Non qualifiée | 2017         | Non qualifiée |       |          |
| 1975  | Non qualifiée | 1997 | Non qualifiée | 2021         | Non qualifiée |       |          |
| 1978  | 10e           | 1999 | Non qualifiée | 2025         | -             |       |          |
| 1980  | Non qualifiée | 2001 | Non qualifiée | 2029         | -             |       |          |
| 1981  | Non qualifiée | 2003 | Non qualifiée | Pays inconnu | -             |       |          |

## Joueurs célèbres et marquants
- Suleiman Ali Nashnush, plus grand basketteur de l'histoire[2] avec une taille de 2,45 m (8′ 0″).